# 21728 Чжучжижуй
21728 Чжучжижуй (21728 Zhuzhirui) — астероїд головного поясу, відкритий 9 вересня 1999 року.
Тіссеранів параметр щодо Юпітера — 3,332.